# Peperomia hispidosa
Peperomia hispidosa är en pepparväxtart som beskrevs av Gustav Adolf Hugo Dahlstedt. Peperomia hispidosa ingår i släktet peperomior, och familjen pepparväxter. Inga underarter finns listade i Catalogue of Life.